# Ragyogó napfény
A Ragyogó napfény (eredeti cím: Plein soleil) 1960-ban készült színes, francia–olasz bűnügyi filmdráma. Eredeti címe: Plein soleil / Delitto in pieno sole. René Clément alkotása Patricia Highsmith (1921–1995) A tehetséges Mr. Ripley című 1955-ben megjelent regényének feldolgozása, amely azonban több ponton eltér az eredeti műtől.

## A cselekmény
|  | Alább a cselekmény részletei következnek! |

Tom Ripley eredetileg azzal a céllal jött Olaszországba, hogy rábírja Philippe Greenleafet, térjen vissza vele az Amerikai Egyesült Államokba, Greanleaf gazdag szüleihez. Ha ezt sikerül elérnie, Philippe apja 5000 dollárt fizet neki. Philippe az aranyifjak szórakoztató, ám kissé céltalan életét éli a napfényes Itáliában, s az állandó mókázáshoz a jóképű Tom eleinte megfelelő társnak bizonyul. Ripley cinkosságból bevallotta újdonsült barátjának, hogy valójában mi is a jövetele célja. Philippe látszólag beleegyezett abba, hogy visszatérjen San Franciscóba addig, amíg Tom megkapja a beígért pénzt. Egyelőre azonban élvezik a gondtalan életet, féktelenül mulatoznak. Az utcán összefutnak Philippe barátjával, Freddyvel, aki nem kedveli Tomot, élősködőnek tartja. Több nap távollét után Tom és Philippe hazamennek Marge-hoz, Greenleaf barátnőjéhez, aki felelősségre vonja a férfit a kimaradásért. Egy szenvedélyes ölelkezés azonban véget vet a számonkérésnek. Tom közben egy tükör előtt Philippe-et utánozza annak ruháiban, ám a váratlanul betoppanó férfi ennek egyáltalán nem örül. Tom kedvét mégsem ez rontja el, hanem Philippe apjának levele: az öregúr úgy véli, sikertelen volt Ripley küldetése, ezért visszavonja a jövedelmező megbízást. Ráadásul Philippe kijelenti, hogy igazából esze ágában sincs visszatérni San Franciscóba.

Marge és Tom (Marie Laforêt és Alain Delon)

Philippe, Marge és Tom utoljára még egy közös hajókirándulásra mennek. Philippe egyre sértőbb módon bánik Tommal Marge előtt, aki egyébként is szívesebben lenne kettesben a kedvesével. Tom kihallgatja a pár beszélgetését, melyből megtudja, hogy Marge kételkedik Philippe érzelmeiben. A férfi ennek cáfolására felajánlja menyasszonyának, hogy a következő kikötőben partra teszik Tomot, hogy tényleg kettesben maradjanak. Sőt, nem is vár addig: már a nyílt vízen egy csónakba teszi át Tomot, ám a csónak elszabadul a hajóról, és később Philippe-nek alig sikerül a nyílt vízen megtalálnia. Marge szemrehányást tesz Philippe-nek, hogy milyen kegyetlen volt a barátjához, ám ekkor Philippe bevallja, hogy eddig csak tréfálkozott, valójában nem is ismerte korábban Tomot. A két férfi később arról beszél, hogy ha Tom megölné Philippe-et, vajon lelepleződne-e. Ripley ravasz módon vitát szít Philippe és Marge között, és végül nem Tom, hanem Marge száll partra a következő kikötőben. A két férfi tovább folytatja a vitorlázást, és ismét szóba kerül Philippe megölése. A szavakat azonban most már tettek követik: Tom valóban megöli Philippe-et, majd a holttestet egy vitorlába csomagolja, és a vízbe dobja.
Miután partra szállt, Tom elmegy Marge-hoz, és azt a látszatot kelti, mintha a léha férfi elhagyta volna a lányt. Később Tom Philippe-nek adja ki magát, pénzt vesz fel a barátja nevében, és megkísérli eladni a vitorlást is. Igazolványt hamisít, melyben Philippe képét a sajátjára cseréli, és lakást bérel barátja nevében. A személycsere azonban mégsem olyan egyszerű a gyakorlatban, mint amilyen elméletben volt. A bérelt lakásba váratlanul betoppan Freddy, aki már azt is furcsállja, hogy Philippe helyett Tomot találja ott. Még különösebb számára az, hogy Philippe állítólagos lakása a legkevésbé sem Greenleaf ízlését tükrözi. Gyanúja beigazolódik, amikor a lépcsőházban Philippe-ről érdeklődik a házinéninél. A nő erősködik, hogy Mr. Greenleaf otthon van, és rámutat Tomra, aki könnyelműen megjelent a lépcső tetején. Freddy visszamegy a lakásba, hogy tisztázza a helyzetet…

## A Ripley-történetek
Patricia Highsmith, amerikai írónőt a bűnügyi regények egyik mestereként tartják számon, holott nem szimpla krimiket írt: művei középpontjában a bűnügyi izgalmak helyett inkább az átlagember és a bűn kapcsolata, illetve ennek lélektani összefüggései álltak. Két idegen a vonaton (1950) című regényéből a megjelenést követő évben maga Alfred Hitchcock forgatott filmet Idegenek a vonaton címmel, Raymond Chandler forgatókönyvírói közreműködésével. Highsmith legismertebb munkái az ún. Tom Ripley-regények, melyekből 1955 és 1992 között összesen ötöt írt. Ezek a könyvek egy Tom Ripley nevű fiatalember életének különböző szakaszait mutatják be: miként válik a simulékony természetű, jelentéktelen kispolgár gyilkossá, majd a legutolsó regényben maga is potenciális áldozattá. A széria első darabja, A tehetséges Mr. Ripley a legismertebb, első megjelenése óta kétszer is megfilmesítették. További kötetek: Ripley a föld alatt (1970), Ripley és a maffiózók (1974, ebből is kétszer készült film), A fiú, aki követte Ripleyt (1980), Ripley a víz alatt (1992). Highsmith a Ripley-könyveken kívül is számos sikeres regényt írt, melyeket olyan elismert rendezők filmesítettek meg, mint Claude Autant-Lara, Michel Deville, Claude Miller és Claude Chabrol, ám az írónőnek általában lesújtó véleménye volt a műveiből készült filmekről.

## Érdekességek
|  | Alább a cselekmény részletei következnek! |

- René Clément és producerei, a Hakim-fivérek eredeti elképzelése az volt, hogy Greenleaf szerepét bízzák Alain Delonra, Tom Ripley figuráját pedig Jacques Charrier-re. Mindenki legnagyobb meglepetésére azonban az akkor még kezdőnek számító Delon forgatás előtt két nappal visszaadta a szerepet, ám hajlandó volt megmagyarázni ezt a döntését. Clément a beszélgetés hatására átgondolta elképzeléseit, egy héttel elhalasztotta a forgatást, és Delonra osztotta Ripley szerepét. Charrier-t ejtette, Greenleaf szerepét pedig Maurice Ronet-nek adta.

- A nehéz természetű Patricia Highsmith tökéletesen elégedett volt Delonnal, aki szerinte ideális megtestesítője volt kedvenc gyilkosának. A kritikusok között viszont voltak olyanok, akik nem osztották az írónő pozitív véleményét: szerintük Delon megtévedt szépfiúvá silányította a regény összetett jellemű főszereplőjét. Az általános vélekedés mégsem ez volt, hiszen Tom Ripley szerepe lett Delon első, valóban nagy visszhangot kiváltott alakítása, amely a sztárok sorába emelte.

- Delon és Maurice Ronet a privát életben nagyon jó barátok voltak. Különös véletlen, de majdnem egy évtizeddel később, Jacques Deray A medence (1969) című filmjében Ronet a szerepe szerint ismét a Delon által játszott szereplő áldozata lett.

- Marie Laforêt sanzonénekesnőként is népszerű volt a hazájában.

- Egy villanásnyi jelenetben Romy Schneider is felbukkan, aki akkoriban Delon menyasszonya volt, de a kapcsolatból sosem lett házasság. A már említett A medence című filmben az egykori szerelmespár újra együtt játszott, és közös szereplésüknek nagy sajtóvisszhangja – és jelentős kritikai és közönségsikere – volt.

## A remake
|  | Alább a cselekmény részletei következnek! |

Az angol beteg (1996) című filmmel világhírűvé vált Anthony Minghella 1999-ben Highsmith regénye alapján készítette el A tehetséges Mr. Ripley című alkotását. Számos kritikus nem hagyta ki a ziccert, hogy a remake-et összehasonlítsa Clément akkor már majdnem négy évtizedes filmjével. Többségük az új változatot jobbnak tartotta a réginél, de a dolog azért nem ilyen egyszerű. Kétségtelen, hogy Minghella hűségesebb volt Highsmith sztorijához, mint Clément, különösen ami a befejezést illeti. A francia Mester engedett kora erkölcsi elvárásainak, és a Ragyogó napfény végén Ripley lelepleződik: Philippe hullája előkerül. Több ponton azonban mégis Clément verziója az érdekesebb. Vonatkozik ez például Ripley figurájára és tettének motivációira. Minghella beleesett abba a hibába, hogy túlmagyarázta Ripley személyét és indítékait, és ezáltal a figura sokat veszített érdekességéből. Matt Damon, a remake főszereplője tökéletesen megvalósította a rendezői elképzelést, ily módon túlságosan egyértelművé tette, hogy amit látunk, az egy mindenáron feltörni vágyó fiatalember története. Alain Delon visszafogottabb eszközökkel dolgozott, kevesebb érzelmet engedett a felszínre, ezáltal figurájának titokzatosságát sikerült mindvégig megőriznie. Clément és Minghella eltérő koncepciója a gyilkossági jelenetekben különösen feltűnő: a francia filmben Delon cselekedete teljesen váratlanul éri a nézőt, annak ellenére, hogy közvetlenül előtte épp Philippe meggyilkolásáról beszélgetett a két szereplő. Minghella változatában viszont majdhogynem hirtelen felindulásból elkövetett bűncselekményt látunk, ami azért különösen disszonáns a film egészét tekintve, mert Ripley eleve úgy indult el Olaszországba, mintha feltett szándéka lenne Greenleaf helyére lépni: már a hajón is Greenleafnek adta ki magát. A homoszexualitás motívumát illetően pedig Clément verziója egyértelműen hűségesebb Highsmith regényéhez, mint Minghelláé. Ugyanis amit Tom érez Philippe iránt, az valójában sokkal inkább valamiféle kamaszos rajongás, nem pedig tényleges szexuális érdeklődés. Nem érdektelen itt éppen Delonra utalni, aki – Clément filmjétől teljesen függetlenül – egyszer úgy definiálta a férfibarátság fogalmát, mint soha be nem teljesülő szerelmet a felek között. Minghella azonban a mélyben meghúzódó latens homoerotikus vonzódást a felszínre hozta: filmjének egyik jelenetében Tom valósággal felkínálja magát barátja számára, akinek meztelen testét túlságosan egyértelmű érdeklődéssel szemléli a tükörben. Mint aki nem Philippe helyében, hanem inkább vele szeretne lenni. Ez a rendezői felfogás azonban több okból is problémás: Tomnak tisztában kéne lennie azzal, hogy Philippe nem homoszexuális, hiszen ezt Marge mellett a teherbe ejtett olasz lány személye is bizonyítja. Másrészt Minghella ezzel a túlhangsúlyozott motívummal ellentmond a történet folytatásainak is, amikor Ripleyt férjként látjuk majd viszont. Kétségtelen azonban, hogy a homoszexualitás ilyen kiemelése egyfajta drámaiságot vitt a remake-be: Tom első gyilkosságának áldozata az a férfi, akit ő szeretett, az utolsóé pedig az, aki őt szerette. Más kérdés, hogy mindez érzelmileg tényleg felkavarja-e az eredeti regényben hidegvérrel gyilkoló Ripleyt.

## Egyéb Ripley-filmek
|  | Alább a cselekmény részletei következnek! |

Noha Clément filmje a fanyalgó kritikák ellenére is szép siker volt, a folytatások mégsem futószalagon érkeztek. Csak 1977-ben készült el a következő Ripley-film, Az amerikai barát, ráadásul a széria harmadik, és nem a második regényéből. Wim Wenders alkotását máig az egyik legjobb Highsmith-adaptációnak tartják, annak ellenére, hogy a német rendező sem volt különösebben hűséges az írónő művéhez. Ha úgy tetszik, Wenders alkotásának remake-je vagy éppen Minghella filmjének folytatása Liliana Cavani Ripley és a maffiózók (2002) című munkája. A különcként ismert olasz rendezőnő szépen fényképezett filmjében ugyancsak a férfibarátság áll a középpontban, de mindenféle homoerotikus kicsengés nélkül. Ebben a barátságban, amely paradox módon ellenszenvvel kezdődik, felcserélődnek az egykori szerepek: itt már Tom az ideál, és a halálosan beteg képkeretező az, aki csodálja őt, végül az életét adja érte. Számos huzavona után 2005-ben bemutatták a második Ripley-regény filmváltozatát is, ám Roger Spottiswoode alkotását (Ripley a mélyben) – Cavani filmjéhez hasonlóan – a legtöbb országban csak DVD-n forgalmazták.

## Főszereplők
- Alain Delon – Tom Ripley / Philippe Greenleaf (Széles Tamás)
- Maurice Ronet – Philippe Greenleaf (Kamarás Iván)
- Marie Laforêt – Marge Duval (Németh Borbála)
- Erno Crisa – Riccordi (Forgács Gábor)
- Frank Latimore – O'Brien (Németh Gábor)
- Billy Kearns – Freddy Miles (Bill Kearns néven szerepel a stáblistán) (Bajomi Nagy György)
- Ave Ninchi – ignora Gianna (Illyés Mari)
- Viviane Chantel – a belga hölgy (Németh Kriszta)
- Nerio Bernardi – irodavezető (?)
- Barbel Fanger
- Lily Romanelli – a házvezetőnő (?)
- Nicolas Petrov – Boris (Papucsek Vilmos)
- Elvire Popesco – Popova asszony (Tóth Judit)
- Paul Muller – a vak férfi (nem szerepel a stáblistán) (?)
- Romy Schneider – Freddy egyik barátnője (nem szerepel a stáblistán) (?)
- ? – Boldini (Kristóf Tibor)

## Díjak

### Edgar Allan Poe-díj
- 1962 díj René Clément, Paul Gégauff (legjobb külföldi film)